# Electrodeposición

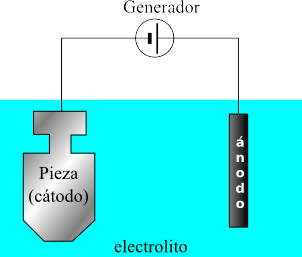
Principio de la electrodepositación: un generador crea una corriente eléctrica que realiza la migración de los iones del electrolito hacia el cátodo (pieza a cubrir).

La electrodeposición es un tratamiento electroquímico donde se apegan los cationes metálicos contenidos en una solución acuosa para ser sedimentados sobre un objeto conductor creando una capa. El tratamiento utiliza una corriente eléctrica para reducir sobre la extensión del cátodo los cationes contenidos en una solución acuosa. Al ser reducidos los cationes precipitan sobre la extensión creando una película fina. El espesor dependerá de varios factores. 
La electrodepositación se emplea principalmente para adjudicar una capa con una propiedad ansiada (por ejemplo, resistencia a la abrasión y al desgaste, protección frente a la corrosión, la necesidad de lubricación, cualidades estéticas, etc.) a una superficie que de otro modo escasea de esa propiedad. Otra aplicación de la electropositación es recrecer el espesor de las piezas desgastadas p.e. mediante el cromo duro.
Su funcionamiento es el antagónico al de una celda galvánica, que utiliza una reacción redox para obtener una corriente eléctrica. La pieza que se desea recubrir se sitúa en el cátodo del circuito, mientras que el ánodo es del metal con el que se desea recubrir la pieza. El metal del ánodo se va consumiendo, reponiendo el depositado. En otros procesos de electrodepositación donde se emplea un ánodo no consumible, como los de plomo o grafito, los iones del metal que se deposita debe ser periódicamente repuestos en el baño a medida que se extraen de la solución.

## Efectos
La galvanoplastia cambia las propiedades químicas, físicas o mecánicas de la superficie de la pieza, pero no las del interior. Un ejemplo de un cambio químico es cuando niquelado mejora la resistencia a la corrosión. Un ejemplo de un cambio físico es un cambio en la apariencia externa. Un ejemplo de un cambio mecánico es un cambio en la resistencia a la tracción o la dureza de la superficie que es un atributo necesario en la industria de herramientas.
Estos cambios son utilizados en multitud de aplicaciones. Por ejemplo: la electrodepositación de cromo duro en piezas industriales como vástagos de cilindros hidráulicos. (ver: ). La mejorar la resistencia a la abrasión de un objeto, proporcionarle propiedades anticorrosivas, mejorar su necesidad de lubricación, es decir disminuir su coeficiente de rozamiento, o simplemente por cuestiones estéticas, entre otras.

## Proceso tecnológico

Electrodepositación sobre un metal (Me) de cobre en un baño de sulfato de cobre

El ánodo y el cátodo de la celda conectados a un suministro externo de corriente continua - una batería o, más comúnmente, un rectificador. Ambos estarán sumergidos en un baño por una solución de sales del elemento químico que utilizamos para recubrir el objeto. 
El cátodo, artículo a recubrir, estará conectado al terminal negativo. Mientras que el ánodo, conectado al terminal positivo, estará compuesto de dicho material para ir aportando iones a la solución a medida que se oxida sustituyendo a los que se están consumiendo en la reacción electroquímica.
Realizando un balance general se puede considerar que cuando se enciende la fuente de alimentación externa, el metal del ánodo se oxida a partir de un estado de valencia cero para formar cationes con carga positiva. Estos cationes asociar con los aniones de la solución. Los cationes se reduce en el cátodo depositándose en el estado metálico, valencia cero. Por ejemplo, en una solución ácida, el cobre se oxida en el ánodo a Cu2+ perdiendo dos electrones. El Cu2+ asociado con el anión SO42- en la solución forman el sulfato de cobre. En el cátodo, el Cu2+ se reduce a cobre metálico al obtener dos electrones. El resultado es la transferencia efectiva de cobre de la fuente de ánodo a una película que recubre el cátodo.
El recubrimiento más común es un metal puro, no una aleación. Sin embargo, algunas aleaciones pueden ser electrodepositada, en particular el latón y soldadura.
Muchos baños galvánicos incluyen cianuros de otros metales (por ejemplo, cianuro de potasio), además de cianuros del metal a depositar. Estos cianuros libres facilitar la corrosión del ánodo, ayudan a mantener un nivel constante de iones metálicos y contribuir a la conductividad. 
Además, productos químicos no metálicos tales como carbonatos y fosfatos se pueden añadir para aumentar la conductividad.
En la operación hay que tener en cuenta que una geometría compleja dará un espesor de recubrimiento irregular, aumentando este en esquinas del objeto por ejemplo. Estos contratiempos se pueden solucionar utilizando múltiples ánodos o un ánodo que imite la forma del objeto a procesar. 
Cuando no se desea el recubrimiento en ciertas áreas del sustrato, se aplican barreras para evitar que el baño entrar en contacto con el sustrato. Barreras típicas son cinta, papel de aluminio, lacas y ceras. [ 3 ]
Un factor muy importante es la corriente que utiliza el sistema para llevar a cabo la operación, será determinante para las propiedades del recubrimiento, ya que establece la adherencia de la capa tanto como su calidad y velocidad de deposición, esta última es directamente proporcional al voltaje. Lo más común es usar corriente continua en pulsos, ciclos de 8-15 segundos activado el sistema para dejar 1-3 segundos de inactividad.

### Golpe (Strike)
Inicialmente, un depósito galvanoplástico especial llamado «golpe» o «flash» puede ser utilizado para formar un revestimiento muy delgado (típicamente menos de 0,1 micrómetros de espesor) con una alta calidad y buena adherencia al sustrato. Este sirve como base para posteriores procesos de deposición. Un golpe (strike) utiliza una alta densidad de corriente y un baño con una baja concentración de iones. Este proceso es lento, por lo una vez se obtiene el espesor deseado se utilizan procesos de deposición más eficientes.
Este método se utiliza para el revestimiento de metales diferentes poco compatible. Si es deseable una placa de tipo de depósito en un metal para mejorar la resistencia a la corrosión, pero este metal tiene adherencia inherentemente pobre al sustrato, se deposita primero un golpe (strike) compatible con ambos. Un ejemplo de esta situación es la pobre adhesión de níquel electrolítico en las aleaciones de zinc, en cuyo caso se utiliza un ataque de cobre, que tiene buena adherencia a ambos. [ 2 ]

### Pincel galvanoplástico
Un proceso estrechamente relacionado es el pincel galvanoplástico. Áreas localizadas u objetos enteros se trabajan con un pincel saturado con la solución de recubrimiento. El pincel, generalmente un cuerpo de acero inoxidable envuelto con un material textil que sirve tanto para contener la solución de metalización y evitar el contacto directo con el elemento que se está tratando, está conectado al polo positivo de una fuente de corriente continua de bajo voltaje, y el elemento recubrir conectado al negativo. Los huecos de operador del cepillo en solución de metalización a continuación se aplica al elemento, moviendo el cepillo continuamente para conseguir una distribución uniforme del material de recubrimiento. El cepillo galvanoplástico posee varias ventajas sobre los tanques, incluyendo la portabilidad, la capacidad de recubrir elementos que por alguna razón no se pueden introducir en el tanque de recubrimiento (una aplicación es el revestimiento de porciones de columnas de apoyo decorativas muy grandes utilizadas en restauración de edificios), requisitos de enmascaramiento bajo o nulo, y comparativamente se requiere un menor volumen de solución. Las desventajas en comparación con el tanque es que necesita una mayor participación del operador (el tanque de recubrimiento con frecuencia se puede trabajar con un mínimo de atención), y la incapacidad para lograr un gran espesor de recubrimiento.

### Depositación sin corriente eléctrica
Por lo general, una celda electrolítica, que consta de dos electrodos, electrolito, y la fuente externa de corriente, se utiliza para la electrodepositación. En contraste, un proceso de deposición electrolítico utiliza solo un electrodo y ninguna fuente externa de corriente eléctrica. Sin embargo, la solución para el proceso electrolítico necesita contener un agente reductor de modo que la reacción del electrodo tiene la forma:
{\displaystyle M^{z+}+Red_{soluci{\text{ó}}n}{\stackrel {\text{superficie catalítica}}{\Longrightarrow }}M_{s{\text{ó}}lido}+Oxy_{soluci{\text{ó}}n}}
En principio, se puede utilizar cualquier reductor a base de agua, aunque el potencial redox del reductor de media celda debe ser lo suficientemente alto como para superar las barreras de energía inherentes en la química de líquido. El niquelado no electrolítico utiliza hipofosfito como reductor, mientras que el chapado de otros metales como la plata, oro y cobre suelen utilizar aldehídos de bajo peso molecular.
Una ventaja importante de este enfoque sobre la galvanoplastia es la no necesidad de fuentes de energía ni de baños de galvanoplastia, reduciendo el costo de producción. La técnica puede también formas diversas de placa y tipo de superficie. La película es más uniforme. Se puede depositar aleaciones y añadir aditivos a la película como Teflón. La desventaja es que dependiendo del material el proceso de galvanizado es generalmente más lento y no se puede crear este tipo de placas gruesas de metal. Como consecuencia de estas características, la deposición no electrolítica es bastante común en las artes decorativas. Aunque va ganado terreno en aplicaciones industriales, una de las cuales, por ejemplo, son los discos duros.

### Limpieza
La limpieza es esencial para el éxito de la galvanoplastia, puesto que las capas moleculares de aceite puede impedir la adherencia del recubrimiento. La ASTM B322 es una guía estándar para la limpieza de metales antes de la electrodepositación. Los procesos de limpieza incluyen: limpieza con disolvente, limpieza en caliente con detergente alcalino, electro-limpieza, y tratamiento con ácido, etc. La prueba industrial más común para la limpieza es la prueba waterbreak, en el que se enjuaga a fondo la superficie y se mantiene vertical. Los contaminantes hidrofóbicos, tales como los aceites hacen que el agua de cuentas y se rompen, permitiendo que el agua drene rápidamente. Las superficies de metal perfectamente limpios son hidrófilas y mantendrá una lámina continua de agua que no se cuenta arriba o escurrir. La ASTM F22 describe una versión de esta prueba. Esta prueba no detecta contaminantes hidrófilos, pero el proceso de electrodepositación pueden desplazar éstos fácilmente ya que las soluciones son a base de agua. Los tensioactivos como el jabón reducen la sensibilidad de la prueba y debe ser enjuagado cuidadosamente.

## Proceso físico-químico
Ambos componentes se sumergen en una solución llamada electrolito que contiene uno o más sales de metal disueltas, así como otros iones que permiten el flujo de electricidad. Una fuente de alimentación de corriente continua genera un potencial eléctrico en el ánodo y en el cátodo. En el cátodo, los iones metálicos disueltos en la solución electrolítica se reducen en la interfase entre la solución y el cátodo y desaparecen de la disolución. Esto crea un desiquilibrio de cationes en la disolución. Este exceso de cationes se combina los átomos del metal del cátodo formando la sal que se disuelve dejando el metal restante al descubierto, y por otro lado reponiendo los iones precipitados. El cátodo es un sumidero de cationes metálicos y un generador de aniones mientras que en el ánodo sucede lo contrario es un sumidero de aniones y generador de cationes. La cantidad de ambos está regulada por la constante de disociación y las leyes de equilibrio lo cual conlleva a que la velocidad a la que se disuelve el ánodo es igual a la velocidad a la que el cátodo se recubre. Aunque circula una corriente eléctrica esta no la constituyen electrones que viajan entre los electrodos en los aniones, sino que un electrón, o varios, del cátodo reducirá un catión metálico que se depositará. Esto producirá un desequilibrio en la disolución por lo que hará que alguna molécula del electrólito se disocie. Si está lejos del ánodo se volverá a recombinar, pero si está cerca este reaccionará entregando un electrón, o varios, a este y generando una sal soluble que se desprenderá. 
Por último indicar que dicha técnica no debe confundirse con la electroforesis, esta se basa en el movimiento hacia un ánodo o cátodo de moléculas o partículas en suspensión en una disolución, no de iones como la electrodepositación.

## Ejemplos
Resulta muy común el uso de la electrodepositación metálica en joyas elaboradas con metales baratos a los cuales se les da un revestimiento de una delgadísima película de oro, plata, etc., para aumentar su valor, mejorar su apariencia o para protegerlos de los efectos negativos del medio ambiente, principalmente el oxígeno que produce su pronta corrosión.
Las monedas de Argentina, de la Serie "Árboles de la República Argentina" son de acero electrodepositado con Cobre ($1), Latón ($2), y Níquel ($5), exceptuando la moneda de $10 que es de Alpaca, de igual forma las monedas de Uruguay pertenecientes a la Serie "Fauna autóctona del Uruguay" son de acero electrodepositado en Latón.
Igualmente podemos observar que las tarjetas electrónicas por lo general vienen revestidas de una película de oro de algunos micrones, para mantener un buen contacto y conductividad con los dispositivos del circuito.

## Celda Hull

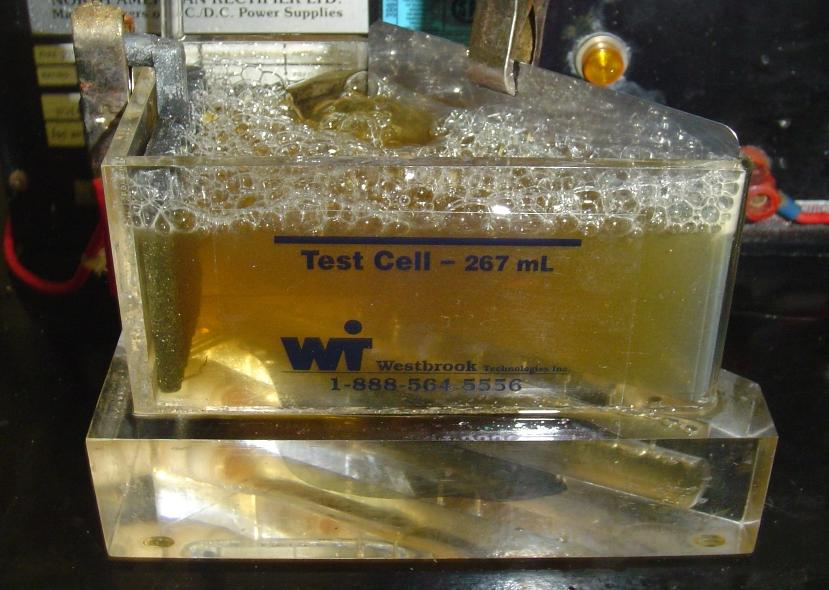
Una solución de zinc probada en una celda Hull

La celda Hull es un tipo de celda de prueba utilizado para comprobar cualitativamente la condición de un baño galvánico. Se permite la optimización para el rango de densidad de corriente, la optimización de la concentración de aditivo, el reconocimiento de los efectos de la impureza y la indicación de la capacidad de potencia de macro-lanzamiento. La celda Hull replica el baño de recubrimiento en una escala de laboratorio. Se llena con una muestra de la solución de metalización, un ánodo apropiado que está conectado a un rectificador. El "trabajo" está remplazado por un panel de prueba de celda Hull que se recubre para mostrar la "salud" del baño.
La celda Hull es un recipiente trapezoidal que contiene 267 ml de solución. Esta forma permite colocar el panel de ensayo en un ángulo con respecto al ánodo. Como resultado, el depósito se siembra en placas a diferentes densidades de corriente que se puede medir con una regla de células casco. El volumen de la solución permite una optimización cuantitativa de la concentración de aditivo: 1 Además gramo a 267 ml es equivalente a 0,5 oz / gal en el tanque de revestimiento. [ 9 ]